# Lopatica (Bitola)
Lopatica (makedonska: Лопатица) är en ort i Nordmakedonien. Den ligger i kommunen Bitola, i den sydvästra delen av landet, 90 kilometer söder om huvudstaden Skopje. Lopatica ligger 658 meter över havet och antalet invånare är 665.